# CB Pardinyes
El Club de Basquet Pardinyes es un club de baloncesto profesional español con sede en la ciudad de Lérida, en la comunidad autónoma de Cataluña. Actualmente compite en la liga LEB Plata, tercera categoría española. Disputa sus partidos como local en el pabellón Barris Nord.

## Historia

### Inicios
Fundado en 1966, CB Pardinyes empezó jugando las ligas provinciales. Después de muchos años compitiendo en ligas regionales, en 2013, el club ascendió a Liga EBA, logrando 5 ascensos en las últimas 6 temporadas.

### EBA
El CB Pardinyes debutó en Liga EBA en la temporada 2013/14, consiguiendo el objetivo de la permanencia al finalizar en 9.ª posición. Las dos siguientes temporadas, el equipo siguió compitiendo por evitar el descenso.
En la temporada 2016/17, CB Pardinyes se clasificó para los playoffs de ascenso a LEB Plata por primera vez en su historia, aunque finalmente no consiguió ascender. Dos temporadas después, el club realiza una gran campaña y consigue el ascenso a LEB Plata el 18 de mayo de 2019, logrando además ser campeones de la Liga EBA .

### LEB Plata
La temporada 2019/20 fue la primera del CB Pardinyes en LEB Plata, siendo el primer partido contra el Fútbol Club Barcelona "B". El equipo realizó una temporada acorde a lo esperado, luchando por evitar el descenso, logrando el objetivo al terminar la temporada antes de lo esperado debido a la pandemia de COVID-19.
Para el siguiente año, el equipo realiza varios fichajes con el objetivo de consolidarse en la categoría. Después de realizar una buena temporada, el equipo consigue clasificarse para los playoffs de ascenso a LEB Oro.

## Trayectoria
| Temporada | Nivel | Liga           | Pos. | W–L   |
| --------- | ----- | -------------- | ---- | ----- |
| 2008–09   | 8     | 3.ª Catalana   | 2nd  | 24–6  |
| 2009–10   | 7     | 2.ª Catalana   | 4th  | 19–11 |
| 2010–11   | 6     | 1.ª Catalana   | 10th | 10–16 |
| 2011–12   | 6     | 1.ª Catalana   | 1st  | 28–2  |
| 2012–13   | 5     | Copa Catalunya | 1st  | 24–9  |
| 2013–14   | 4     | Liga EBA       | 9th  | 7–13  |
| 2014–15   | 4     | Liga EBA       | 11th | 11–15 |
| 2015–16   | 4     | Liga EBA       | 17th | 14–14 |
| 2016–17   | 4     | Liga EBA       | 2nd  | 21–10 |
| 2017–18   | 4     | Liga EBA       | 2nd  | 19–9  |
| 2018–19   | 4     | Liga EBA       | 1st  | 25–6  |
| 2019–20   | 3     | LEB Plata      | 13th | 12–13 |
| 2020–21   | 3     | LEB Plata      | 7th  | 13–13 |

## Palmarés
- Liga EBA: (1)
  - 2018–19